# Église-Neuve-d'Issac
Église-Neuve-d'Issac é uma comuna francesa na região administrativa da Nova Aquitânia, no departamento Dordonha. Estende-se por uma área de 16,43 km². Em 2010 a comuna tinha 135 habitantes (densidade: 8,2 hab./km²).